# Friesland Pop
Stichting Friesland Pop is een Friese stichting gevestigd in Leeuwarden dat popmuziek in Friesland stimuleert, ondersteunt en promoot.

## Geschiedenis
Stichting Friesland Pop werd opgericht in oktober 1987 als vrijwilligersorganisatie. De stichting is ontstaan als opvolger van de Noorder Popclub, een belangenvereniging van popmuzikanten die nooit echt van de grond kwam.
Eind jaren tachtig heerste er in Friesland een bloeiende muziekscene. Destijds ontstond het besef dat Friese muzikanten steun nodig hadden om hun carrière op te bouwen. Friesland Pop speelde hierop in door zich te concentreren op het verstrekken van informatie en advies aan muzikanten, en later door het organiseren van projecten zoals de Friese Popprijs, die voor het eerst werd uitgereikt in 1996, en het Freeze Festival, dat van start ging in 1997.
In 2020 dreigde Friesland Pop zijn provinciale subsidie te verliezen. De provincie had een externe commissie ingeschakeld om de subsidies voor de komende vier jaar te verdelen, en deze commissie oordeelde dat Friesland Pop niet voldeed aan de gestelde criteria. Na een lobby en besprekingen met de provincie kreeg Friesland Pop uiteindelijk toch subsidie voor de daaropvolgende twee jaar.
De huidige directeur van Friesland Pop is Peter Reen. Voordat hij directeur werd van Friesland Pop was hij muziekprogrammeur bij onder andere Explore The North en Het Bolwerk in Sneek. Ook was hij mede-oprichter van Welcome to The Village, Podium Asteriks en Writer’s Block Murals. Reen volgde in mei 2022 Sjouke Nauta op, die na dertig jaar bij de stichting te hebben gewerkt met pensioen ging. Nauta begon in 1992 bij Friesland Pop als popconsulent en was sinds 2009 directeur.

## Doelstelling en activiteiten
Het primaire doel van Stichting Friesland Pop is het ondersteunen en ontwikkelen van popmuziek en -muzikanten in Friesland. De stichting streeft ernaar de Friese popmuziek te bevorderen. De stichting werkt samen met diverse lokale en regionale organisaties, waaronder poppodia, festivals, en andere organisaties die zich bezighouden met talentontwikkeling. Om zijn doelen te bereiken, organiseert Friesland Pop diverse projecten en evenementen. Enkele voorbeelden hiervan zijn:

### Talentontwikkelingsprojecten
Friesland Pop stimuleert opkomend muzikaal talent door middel van het houden van wedstrijden, workshops en optredens. De Kleine Prijs van Fryslân biedt beginnende artiesten een platform en een geldprijs voor carrièreontwikkeling. Talentstages geven jonge muzikanten podiumervaring en zichtbaarheid. Het project Helden Fan Hjir promoot Friese popmuziek door muzikanten te verbinden met lokale organisaties. Friesland Pop ondersteunt videomakers met Sa Fier Fan Hûs, waarbij zij muzikanten helpen bij het opnemen van videoclips op Friese locaties.

### Evenementen
Naast talentontwikkeling organiseert Friesland Pop ook diverse evenementen om de Friese popmuziek te promoten. Fenix Festival is een showcasefestival voor Friese muzikanten uit diverse genres. De Friese Popawards erkennen jaarlijks zowel gevestigde namen als opkomend talent in de Friese popscene. Daarnaast organiseert de stichting De Friese Popborrel, een netwerkevenement voor professionals uit de Friese muziekindustrie.

### Ondersteuningsprogramma's
Friesland Pop ondersteunt Friese muzikanten ook praktisch met regelingen en fondsen. Music Support Fryslân subsidieert kleine podia en festivals die Friese acts boeken, Music Export Fryslân biedt financiële steun aan Friese acts die internationaal willen optreden en de Fair Pay-regeling waarborgt een vergoeding voor beginnende Friese artiesten.

### Archief
Naast deze voorbeelden beheert Friesland Pop ook een archief van Friese popmuziek. Het archief bevat geluidsdragers zoals lp's, singles, cd's en demo's.